# アートダーウィン
アートダーウィン合同会社（アートダーウィンごうどうがいしゃ、英: LLC Art Darwin.）は、東京都中央区に本社を置き、千葉県佐倉市に研究開発拠点を持つDITA専業のコンサルティング法人である。

## 概要
2011年（平成23年）8月にジャストシステムのコンサルティング部長であった加藤哲義とアンテナハウス株式会社との協同出資で創立された。
DITAによる制作方式導入の包括的な支援サービスであるDITAシェルパコースを展開する。

## 主なサービス
- DITAアセスメント（DITA導入査定）
- DITAマスター基礎コース（DITAライティング教育）
- DITAマスター応用コース（DITA情報設計教育）
- スタイルシート設計開発サービス
- DITA制作ガイド策定サービス
- DITA CMS選定支援サービス
- 社内システムとマニュアル制作とのインテグレーションサービス

## 主なソフトウエア製品
- table X（エクセル表からDITAのtableへの変換ツール）[3]
- GBX（XMetaLのGUIカスタマイズツール）[4]